# 紫叶美人蕉
紫叶美人蕉（学名：Canna warszewiczii）为美人蕉科美人蕉属下的一个种。